# Množina
Množina je gramatički oblik koji označava količinu predmeta, pojmova, bića ili pojava veću od jedan, dok se u slovenskom jeziku upotrebljava za reči veće od dva.
Danas je, uz jedninu, u većini indoevropskih jezika jedini gramatički broj. U nekim jezicima se sufiks dodaje u rečenici kada se "pokazuje" da je/su neka/neke reč/reči u množini. Primer je engleski jezik u kom se rečima koje su u množini dodaje na kraju slovo s (uglavnom), nekada i es, pa čak i ies, npr. dolar je reć u jednini, a dolars je reč u množini.
Svi evropski jezici imaju množinu. U nekim jezicima, kao što su arapski ili hebrejski, postoje neobični oblici, a to su: nular (ništa ili nula objekata), trijal (tri objekta) i paukal (nekoliko objekata).
Reči drugih oblika, poput glagola, prideva i zamenica, takođe često imaju različite oblike množine, koji se koriste u skladu sa brojem povezanih imenica.
Neki jezici takođe imaju dual ili dvojinu (koji tačno označava dva od nečega) ili drugi sistem kategorija brojeva. Međutim, u engleskom i mnogim drugim jezicima, jednina i množina su jedini gramatički brojevi.

## Primer
- Marko ima tri tableta.
- Miljana ima troje braće.
- Ljubodrag ima šesnaest bojica.
- U odeljenju ima trideset učenika.

## Literatura
- Corbett, Greville. Number (Cambridge Textbooks in Linguistics). Cambridge University Press, 2000.
- Huddleston, Rodney and Pullum, Geoffrey K., The Cambridge Grammar of the English Language, Cambridge University Press, Suffolk, UK, 2002
- Curme, George O., A Grammar of the English Language, Volume 1: Parts of Speech, D.C. Heath and Company, 1935
- Opdycke, John B., Harper’s English Grammar, Harper & Row, New York, New York, 1965
- Jespersen, Otto, A Modern English Grammar on Historical Principles, v. II, George Allen & Unwin, Ltd., London, 1928
- McDavid, Raven I., Jr. et al., The Plurals of Nouns of Measure in Spoken American English, Fries Festschrift, Ann Arbor, MI, 1963
- Xu, Dan. 2012. Plurality and classifiers across languages in China. Berlin: de Gruyter.